# Viatge

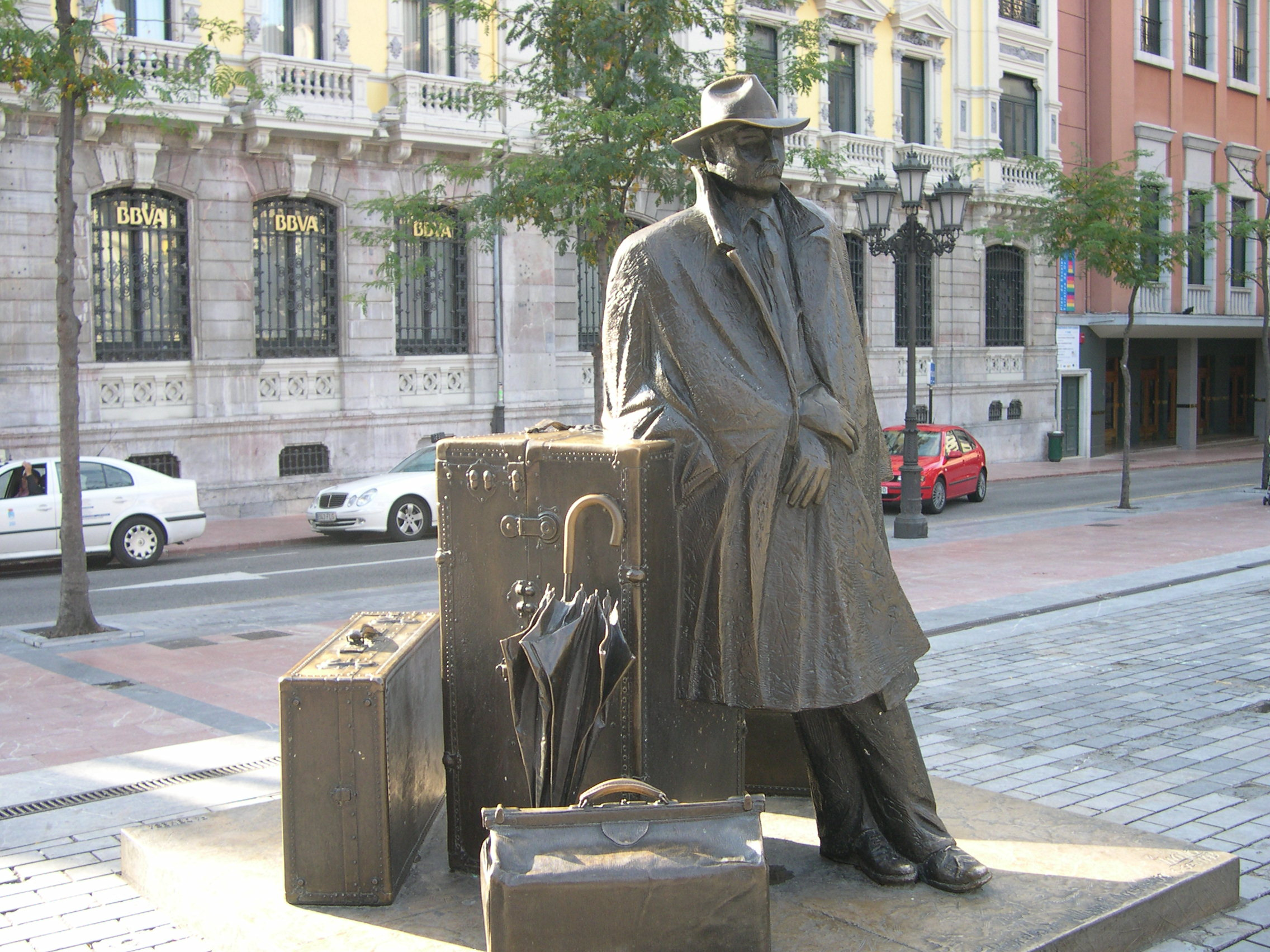

Un viatge és un desplaçament individual o col·lectiu de les persones a un territori allunyat de l'origen. Una de les motivacions principals que impulsen actualment a les persones a viatjar és fer turisme, però es tracta d'un fenomen força recent. Des de l'antiguitat fins al segle xix els viatges van tenir principalment finalitats pràctiques, com ara obrir noves vies comercials, descobrir nous territoris per colonitzar o fer estudis científics.

## Els viatges a través dels segles
En totes les èpoques, els viatges han servit de pont i han facilitat la mútua influència entre cultures distants, tot i que gairebé mai aquesta influència ha estat d'igual a igual: els descobriments geogràfics de l'era de l'exploració als segles xv i xvi estableixen bases del posterior colonialisme que ha perdurat fins al segle xx. L'evolució dels viatges al llarg dels segles han anat estretament lligada als progressos de la cartografia i dels mitjans de transports.

### Les rutes comercials i les campanyes militars de l'antiguitat
A l'edat antiga civilitzacions de l'Àrea Mediterrània es desplaçaven per terra (a peu a cavall o en carruatges) o per mar (en vaixell de rem i de vela). Eren viatges comercials (fenicis) o amb objectius militars (Imperi Romà). Gràcies a l'establiment de rutes comercials com les de l'ambre o de l'estany i a campanyes militars com les d'Alexandre el Gran, s'arribà a tenir un bon coneixement geogràfic dels territoris compresos entre l'oceà Índic i Mar Bàltica.

### Els viatgers solitaris de l'edat mitjana

Encara que Magallanes no intentà circumnavegar el món i va morir a mig camí, sovint és més recordat que Elcano

A l'edat mitjana s'estableixen rutes comercials (per a productes com les espècies, la seda, l'or i les pedres precioses) estables entre el món àrab i el cristià. Fou l'època dels viatgers solitaris, entre els quals cal destacar, al segle xiii, Marco Polo, que arribà fins a lÏndia, i, al segle xiv, Ibn Battuta.
La primera onada d'expedicions va començar amb Portugal sota el príncep Enric el Navegant. Viatjant cap a l'Atlàntic van descobrir les illes Madeira el 1419 i les Açores el 1427, les quals es convertirien en colònies portugueses. L'objectiu principal d'Enric el Navegant era l'exploració de la costa occidental d'Àfrica. Castella, el rival de Portugal no va començar les seves exploracions marítimes sinó fins a finals del segle xv, data en què els navegants castellans van començar a competir amb els navegants portuguesos. La primera prova va ser la lluita pel control de les Illes Canàries, que van ser preses per Castella.

### Els viatgers transoceànics delRenaixement
Amb la unió de Castella i Aragó, i acabada la Colonització d'al-Àndalus, el 1492, els governats de Castella i Aragó van patrocinar el viatge de Cristòfor Colom amb la intenció d'arribar a l'Índia navegant cap a l'oest. Colom, però, no va arribar a l'Àsia, sinó al Nou Món. El 1501, el navegant portuguès Pedro Álvares Cabral també va descobrir el Nou Món, l'estat actual de Brasil. Es va requerir la intervenció papal per definir les àrees d'influència el 1494, data en què es va signar el Tractat de Tordesillas que dividia el món entre les dues potències.Quan els conqueridors van arribar al continent, però, van descobrir enormes jaciments d'or i plata a Mèxic i al Perú. Després de la conquesta de l'Imperi Asteca i de l'Imperi Inca, les pandèmies europees i l'esclavatge van devastar els pobles nadius americans. El 1519, el mateix any que Cortés va arribar a Mèxic, la corona castellana va finançar l'expedició de Ferran Magallanes, un portuguès, la missió del qual era circumnavegar el món i arribar a Àsia navegant cap a l'oest del continent americà. L'expedició de Magallanes va assolir aquesta empresa i va retornar a Espanya tres anys després.
Al llarg dels segles xvi i XVII, impulsada pel comerç i l'afany imperialista, es desencadena una gran competència internacional per descobrir nous territoris. Fou l'època dels viatges transoceànics i dels grans navegants espanyols i portuguesos, com Juan Sebastián Elcano i Fernão Magalhães.

### Els viatgers exploratoris i científics de l'edat moderna

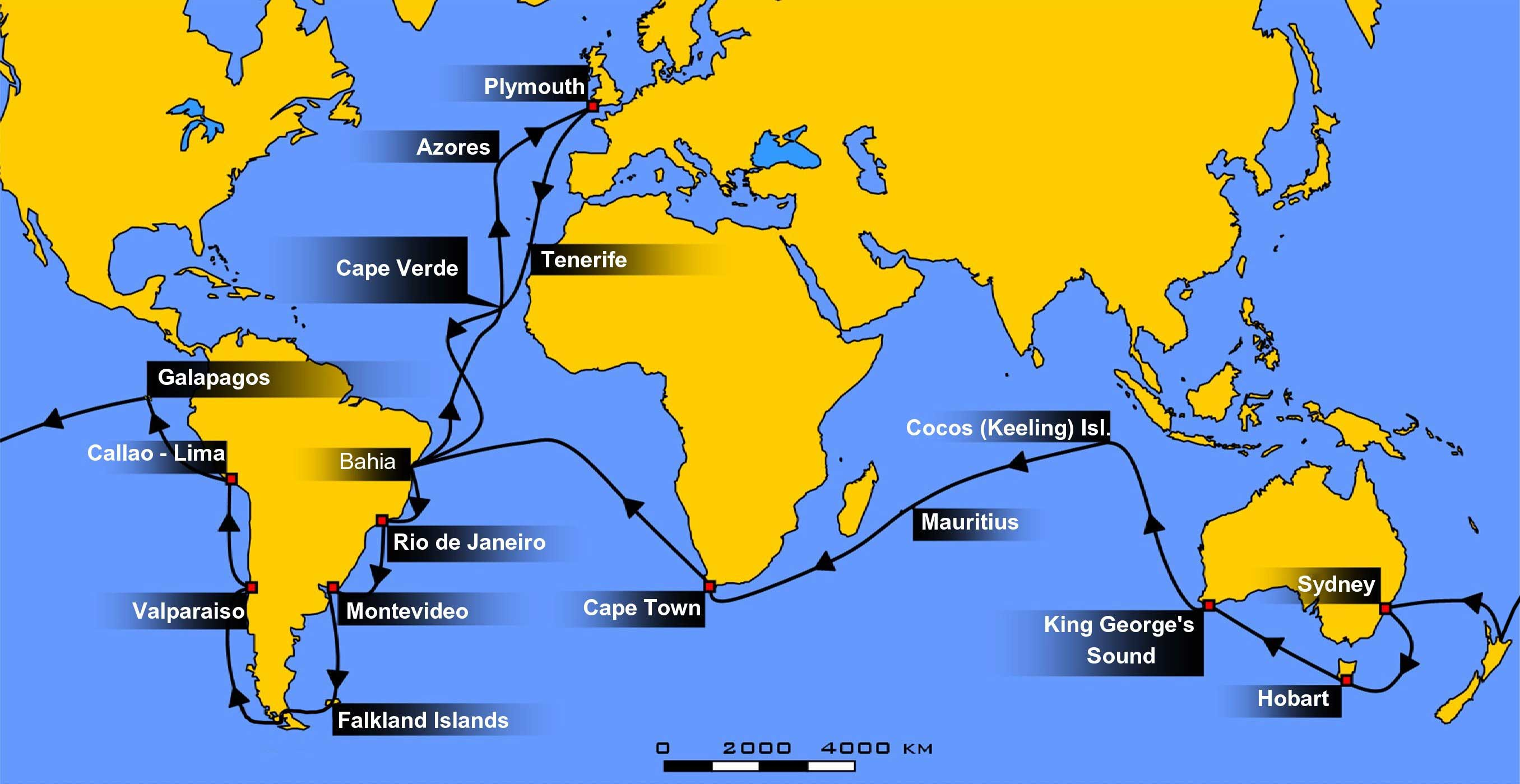
Un viatge de Darwin, el Beagle.

Al final del segle xviii començaren a fers-se viatges exploratoris i científics sota el guiatge d'exploradors com ara l'anglès James Cook o l'alemany Alexander von Humboldt. També cal esmentar a Domènec Badia, conegut com a Alí Bei, que explorà el nord d'Àfrica i l'Orient Mitjà.
Aquest corrent viatger perdurà durant el segle xix i l'inici del xx. En són exemples els viatges de Charles Darwin per l'Amèrica del Sud i les illes del Pacífic, i de David Livingstone per l'Àfrica. L'any 1911 el noruec Roald Amundsen fou el primer home que trepitjà el pol sud.

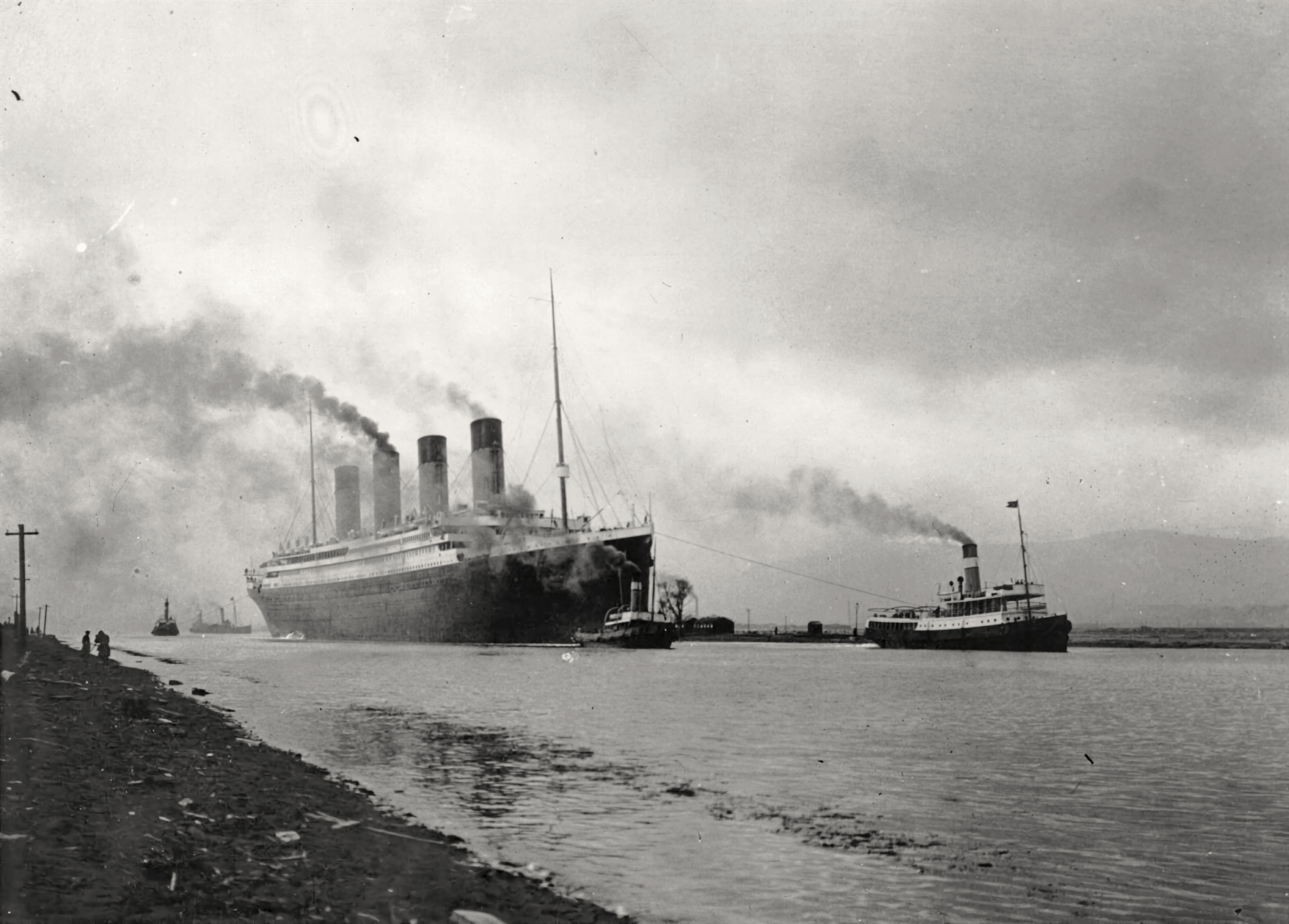
El Titànic sortint del port de Belfast el dia 2 d'abril de 1912

### La revolució dels mitjans de transport de l'edat contemporània
La inauguració, al principi del segle xix, de les primeres línies de ferrocarril de viatgers-inicialment propulsats amb vapor-revolucionà els viatges.
L'aparició dels motors de combustió, al final del segle xix, afavorí encara més els desplaçaments per terra. Els automòbils i autobusos aviat esdevingueren mitjans de transport habituals, i paral·lelament proliferà la construcció de noves carreteres que facilitaren el trànsit de viatgers entre les principals ciutats europees i nord-americanes.
A mitjans del segle xx, s'implantaren els vols comercials de viatgers i, tot i que els desplaçaments llargs continuaren reservats a les classes benestants, els viatges deixaren definitivament de ser un privilegi dels rics i els aventurers i es començaren a perfilar com una activitat de lleure.

## Tipus de viatges
Els viatges contemporanis es poden classificar segons diversos criteris, com ara l'objectiu que els motiva, la destinació o el període en què es realitzen.

### Els viatges segons la motivació
Segons l'objectiu que els motiva, es parla de viatges de negocis quan es realitzen per motius professionals i de viatges d'oci i de vacances quan no hi ha objectius professionals. En aquests darrers, les motivacions del viatge poden ser tan diverses com ara descansar, visitar el patrimoni cultural, assistir a una competició esportiva o celebrar la lluna de mel.
En els viatges per motius de salut les persones es desplacen per anar a un balneari o per rebre determinats tractaments mèdics.
Es parla de viatges religiosos quan l'objectiu principal del desplaçament és visitar un indret d'interès religiós.

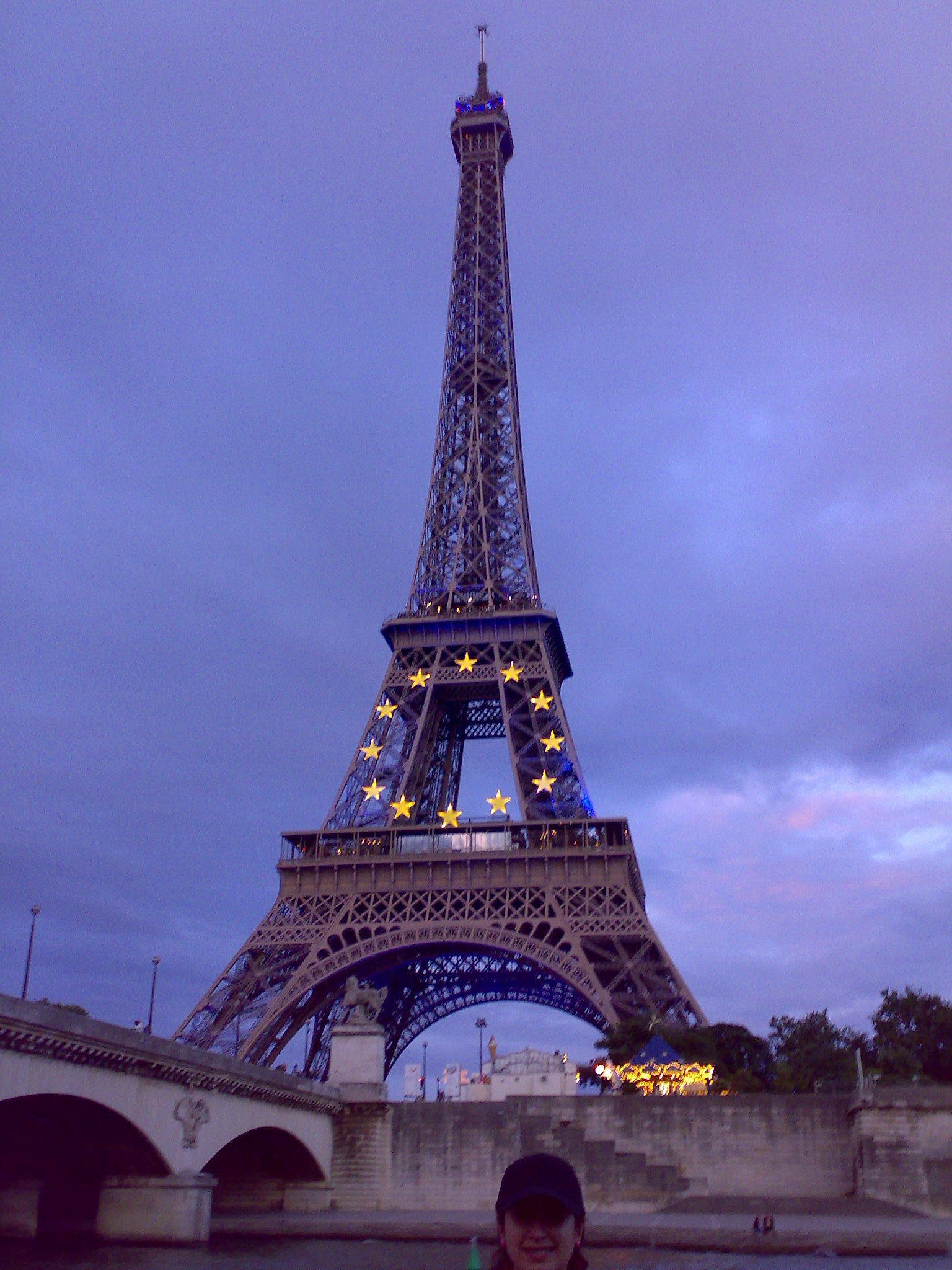
Torre Eiffel, París, França

### Viatges segons la destinació
Es parla de viatges internacionals quan el desplaçament es fa a un país diferent del de la residència habitual i de viatges interns quan en el desplaçament no es traspassen les fronteres del país de residència.

### Viatges segons la durada
La societat actual estableix una divisió clara entre el temps dedicat al treball i el temps lliure. Així, els treballadors i els estudiants disposen de períodes de vacances que poden destinar a les activitats de lleure, una de les quals és viatjar.
Els viatges de cap de setmana són els que es realitzen aprofitant el període de descans setmanal, que habitualment coincideix amb el cap de setmana.
Els viatges de vacances es fan durant els períodes de vacances anuals, que són comuns per a la majoria de treballadors. Els més llargs, i en què hi ha més persones que viatgen, són Nadal, Setmana Santa, l'estiu i alguns ponts (dies entre setmana que, pel fet d'escaure entre dues festes del calendari, són considerats festius). Aquests períodes es coneixen amb el nom genèric de temporada alta dels viatges. Quan una persona viatja fora dels períodes de vacances habituals, es diu que ho fa fora de temporada.

### Viatges organitzats
Els viatges organitzats són aquells que els viatgers contracten a través d'una agència de viatges, que s'encarrega de proporcionar-los allotjament, manutenció i activitats guiades al lloc de destinació. Poden ser viatges de grup, quan viatgen quinze o més persones juntes, o viatges individuals. Quan una o diverses persones organitzen i fan un viatge de manera autònoma, sense requerir el servei de professionals ni intermediaris, es parla de viatges per lliure.

## Llibres de viatges
Els llibres de viatges donen molts detalls sobre viatges i persones viatgeres de totes les èpoques.

## Cronologia
Els documents sobre viatges són molts i molt variats. Una relació cronològica d'algunes obres interessants ofereix diverses possibilitats d'ús.

### Obres antigues
- 500 aC? Hannó el Navegant. Periple.[4]
- 300 aC? Píteas de Massàlia, va emprendre un viatge de navegació fora del Mediterrani. La seva obra està perduda i només se'n coneixen fragments citats per Estrabó, Plini el Vell i Diodor de Sicília.[5]
- Segle I. Periple de la Mar Eritrea.[6]
- Segle II. Pausànies. Descripció de Grècia.[7][8]
- 146. Flavi Arrià.
  - Anàbasi d'Alexandre el Gran
  - Periple del Pont Euxí

### Edat mitjana

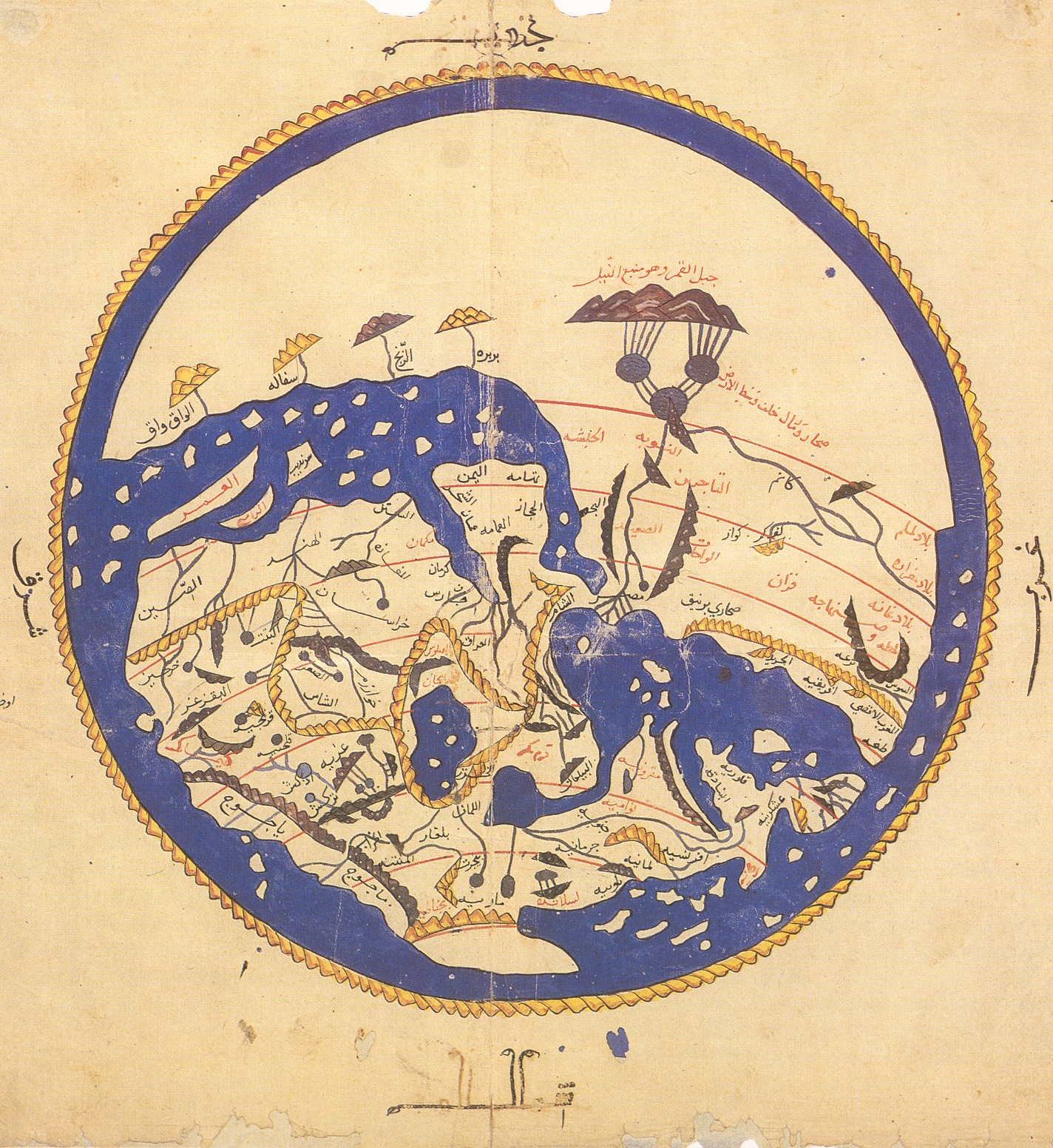
Mapamundi pertanyent a la Tabula Rogeriana. Noti's que el sud apareix a la part superior del mapa

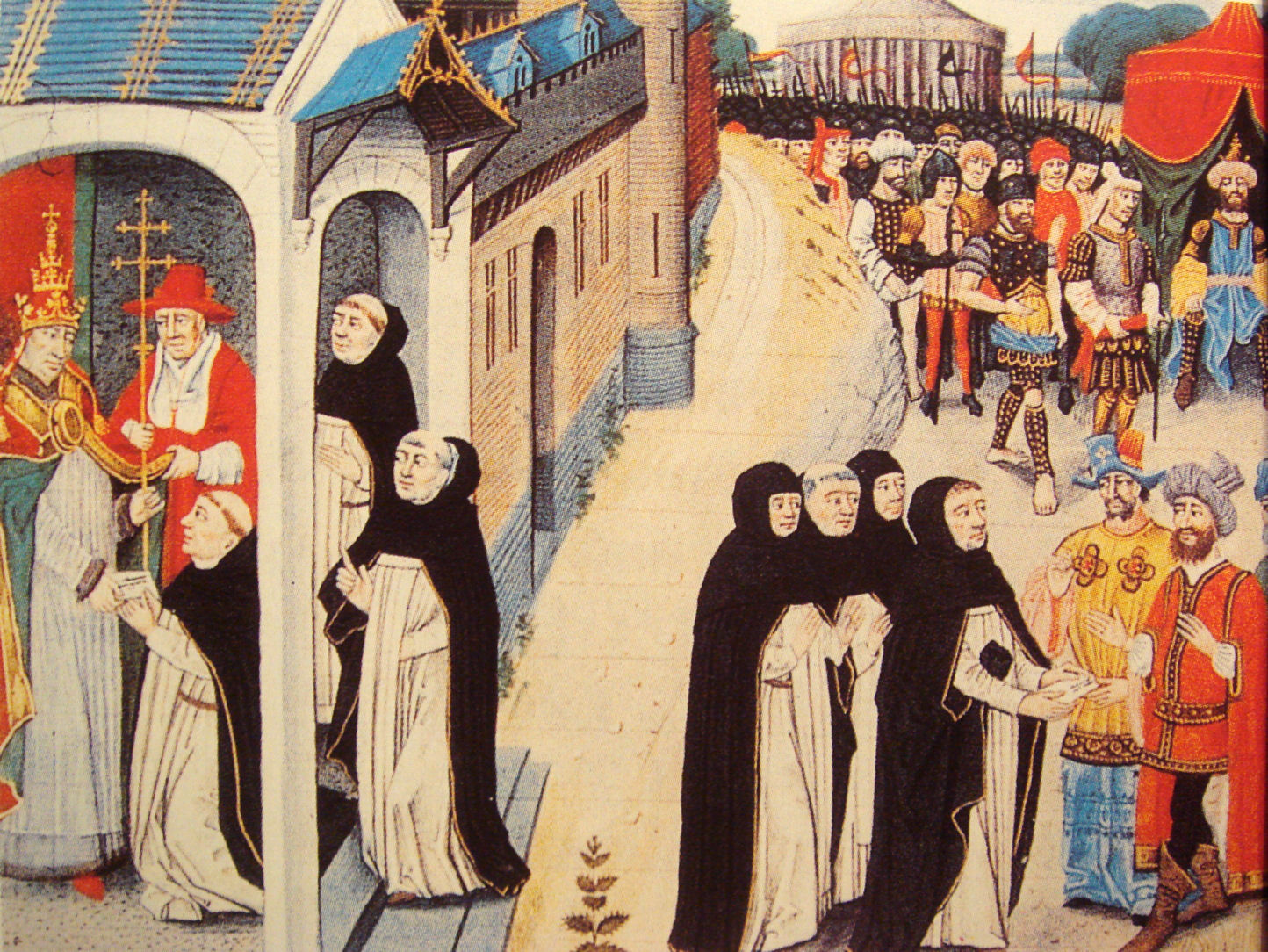
Ascelino di Lombardia rebent una carta del papa Inocenci IV (esquerra) i lliurant-la al Gran Khan (dreta).

- 1102. Relation des voyages de Saewulf à Jérusalem et en Terre Sainte pendant les années 1102 et 1103. De Saewulf.[9]
- 1154. Al-Idrissí.[10]
- 1173. Benjamí de Tudela.[11]
- 1183. Ibn Jubayr.[12]
- 1191. Giraldus Cambrensis
- 1235. Fra Julianus
- 1236-1247. Giovanni da Pian del Carpine. Histoire des Mongols appelés par nous Tartares, description des coutumes, de la géographie, de l'histoire et des figures marquantes du peuple mongol.[13]
- 1245. André de Longjumeau
- 1247. Ascelino di Lombardia i Simon de Saint-Quentin.[14][15]
- 1254. Guillaume de Rubrouck
- 1271. Marco Polo
- 1287. Rabban Bar Sauma
- 1289. Giovanni da Montecorvino.[16]
- 1290. Riccoldo da Monte di Croce
- 1291. Vadino Vivaldi
- 1322. Odoric de Pordenone.[17][18]
- 1322. John Mandeville.[19]
- 1325. Ibn Battuta.[20]
- 1327-1330. Jordà de Catalunya. Mirabilia descripta.[21][22]
- 1399. Ramon de Perellós. Viatge al Purgatori.[23]

### Segle XV
- 1403. Ruy González de Clavijo.[24]

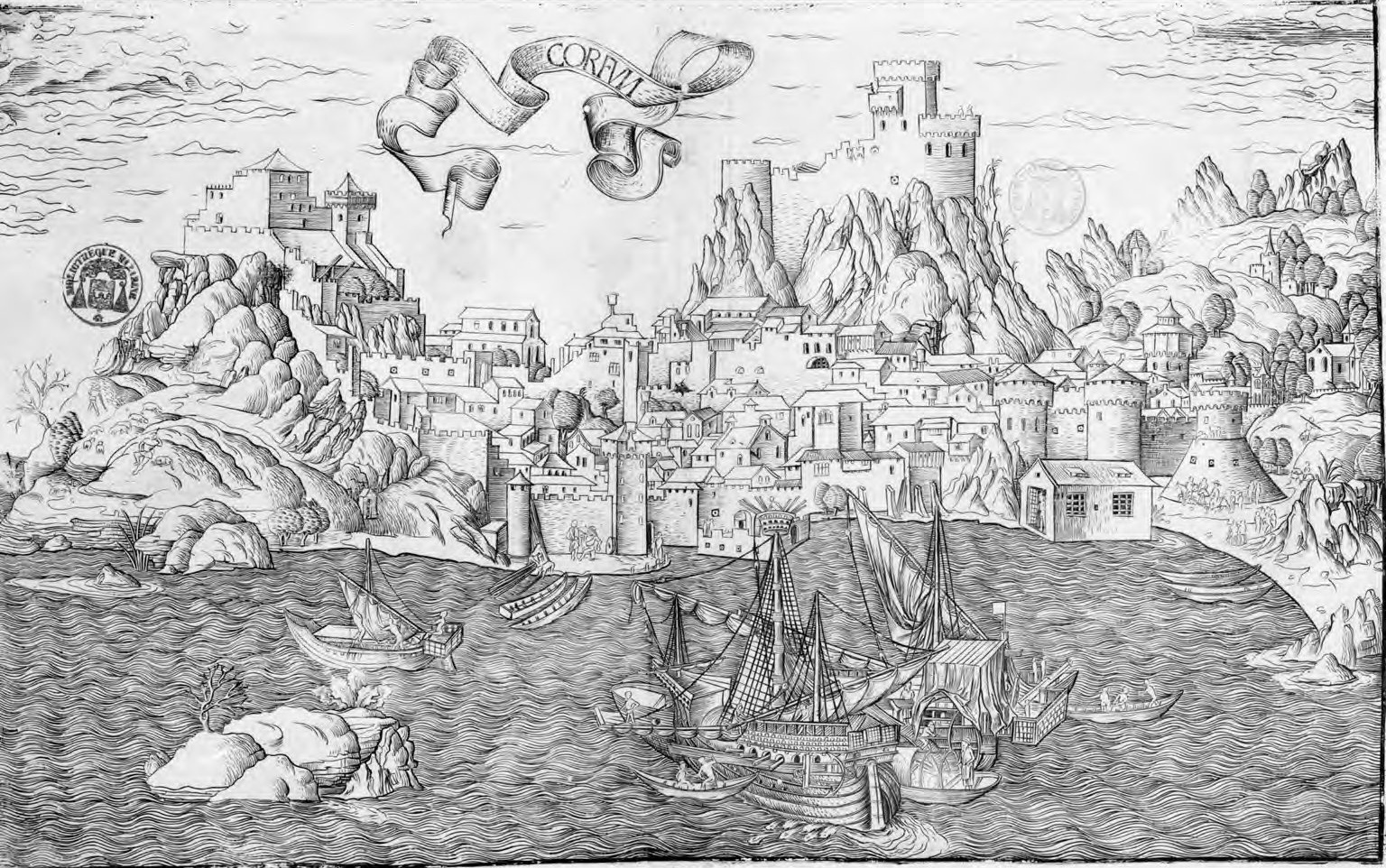
Corfú segons un gravat fet per Erhard Reuwich.

- 1432. Bertrandon de La Brocquière. The Travels of Bertrandon de La Brocq́uière, to Palestine: And His Return from Jersulem Overland to France.[25]
  - Esmenta l'ús del foc grec.
- 1436. Kyriacus Anconitanus.[26]
- 1436. Pedro Tafur
- 1480-1484. Fèlix Fabri.[27]
- 1483. Bernhard von Breydenbach i Erhard Reuwich. Peregrinatio in Terram Sanctam.[28][29][30]
  - La Peregrinatio in Terram Sanctam fou el primer llibre que es va publicar amb gravats. Els gravats mostraven ciutats i monuments, a partir de models anteriors o inspirats en dibuixos fets a partir del natural per Erhard Reuwich.
- 1494. Hyeronimus Münzer. Itinerarium sive peregrinatio per Hispaniam, Franciam et Alemaniam. Viaje por España y Portugal, 1491-1495.[31]
- 1494. Viatge de Pietro Casola a Jerusalem.[32]

### Segle XVI

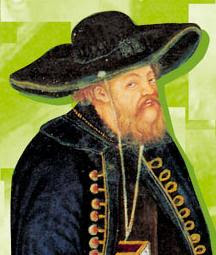
Antoni de Montserrat.

- 1521. Bernal Díaz del Castillo, Historia verdadera de la conquista de la Nueva España.
- 1519-1522. Expedició de Magalhães-Elcano
  - 1521. Antonio Pigafetta.[33]
  - Francisco Albo. (Segons alguns autors Francisco Albó, de Rodes; Rodes en el sentit de Roses).[34][35]
  - Text del Derrotero de Francisco Albo.[36][37]

- 1526. Lleó l'Africà.[38]
- c1540. Francisco Alvares. Historia de las cosas de Ethiopia: en la qual se cuenta muy copiosamente, el estado y potencia del emperador della.[39]
- 1579. Antoni de Montserrat
- 1580. Michel de Montaigne. Journal du voyage de Michel de Montaigne en Italie, par la Suisse & l'Allemagne en 1580 & 1581.[40]
- 1585. Henrique Cock. Relación del viaje hecho por Felipe II en 1585 a Zaragoza, Barcelona y Valencia.[41]
- 1595. Jan Huygen van Linschoten. Itinerario, voyage ofte schipvaert, van Ian Huygen van Linschoten naer de Oost ofte Portugaels Indien, inhoudende een tall beschrijvinghe der selver Landen tant zeecusten ....[42]

### Segle

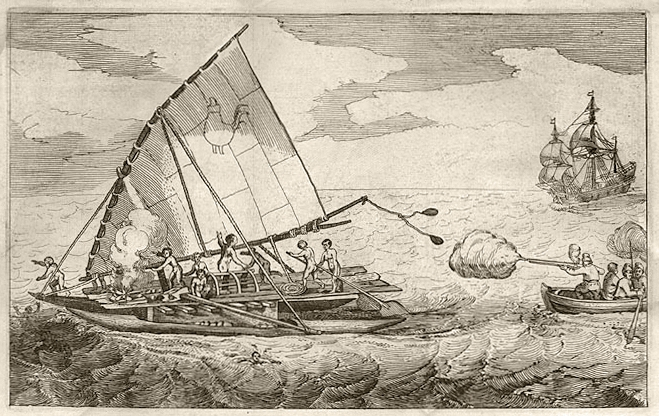
Disparant a un catamarà. Expedició de Willem Cornelisz Schouten van Hoor (1615 – 1617).

### Seglexvii
- 1602. Bento de Góis
- 1602. Sebastián Vizcaíno
  - 1611. Viatge al Japó.
  - 1614.[44]
- 1610. Xu Xiake
- 1615. Willem Schouten.[45][46][47]

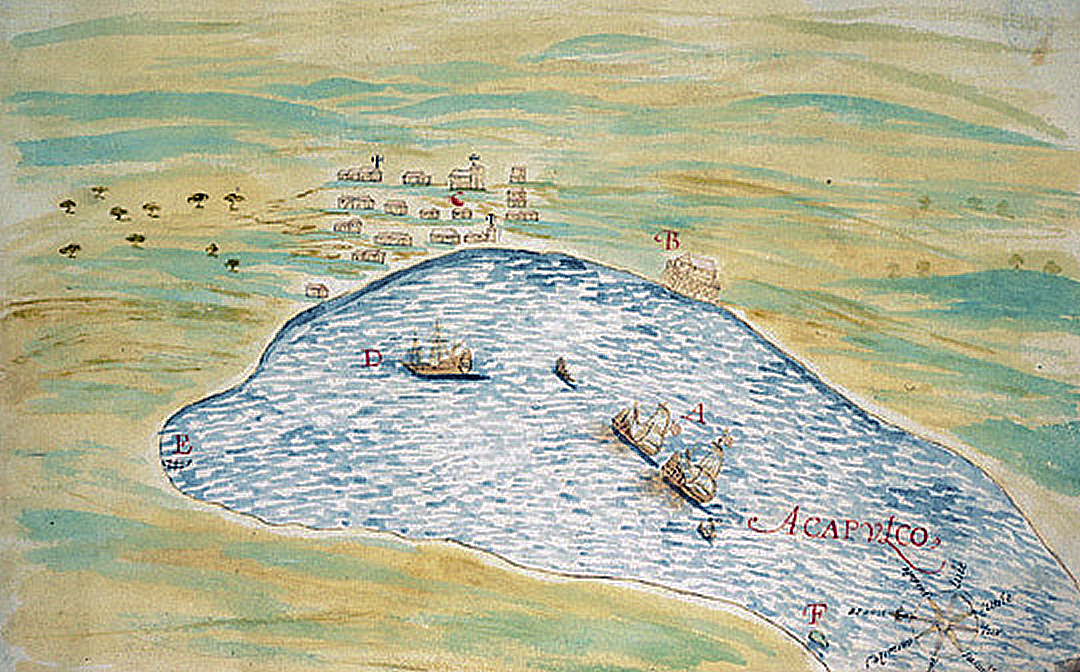
Nicolás de Cardona, en la seva edició de 1632 de Exploración del mundo, publicà aquest punt de vista de la badia i la ciutat d'Acapulco. La llegenda completa diu el següent:
A. Les naus de l'expedició.
B. El castell de Sant Dídac.
C. La ciutat.
D. Un vaixell que ha arribat del Japó (probablement el Sant Joan Baptista).
E. Los Manzanillos.
F. El Griu (Griffo).

- 1617. García de Silva y Figueroa. Totius legationis suae et Indicarum rerum Persidisque commentarii[48][49][50]
- 1618. Ildefons Ramírez de Arellano. Reconocimiento de los Estrechos de Magallanes y de San Vicente y algunas cosas curiosas de la Navegación.[51]
- 1627. Nicolas Benard. Le voyage de Hierusalem et autres lieux de la terre sainte et son retour.[52]
- 1632. Nicolás de Cardona. Descripción Hidrográfica y geográfica de muchas tierras del norte y del sur y de los mares de las Indias, en especial del descubrimiento del Reino de la California hecho con trabajo e industria por el capitán y cabo Nicolás de Cardona.[53]
- 1633. Adam Olearius. The Voyages and Travells of the Ambassadors Sent by Frederick Duke of Holstein.[54]
- 1668. Nicolaas de Graaff fou un cirurgià naval holandès que va realitzar diverses exploracions i escrigué sobre els seus viatges.[55]
- 1673. John Chardin. Travels in Persia, 1673-1677.[56][57]
- 1675. Viatge del Dr. Wouter Schouten.[58]
- 1675. Les avantures de Louis Marot pilotte real des galeres de France.[59]
- 1676. Relations historiques et curieuses de voyages en Allemagne, Angleterre, Hollande, Boheme, Suisse, etc... par Charles Patin.[60]
- 1679. René Robert Cavelier de La Salle i Henri de Tonti.[61]
  - 1682. Exploració del riu Mississipi

### Seglexviii

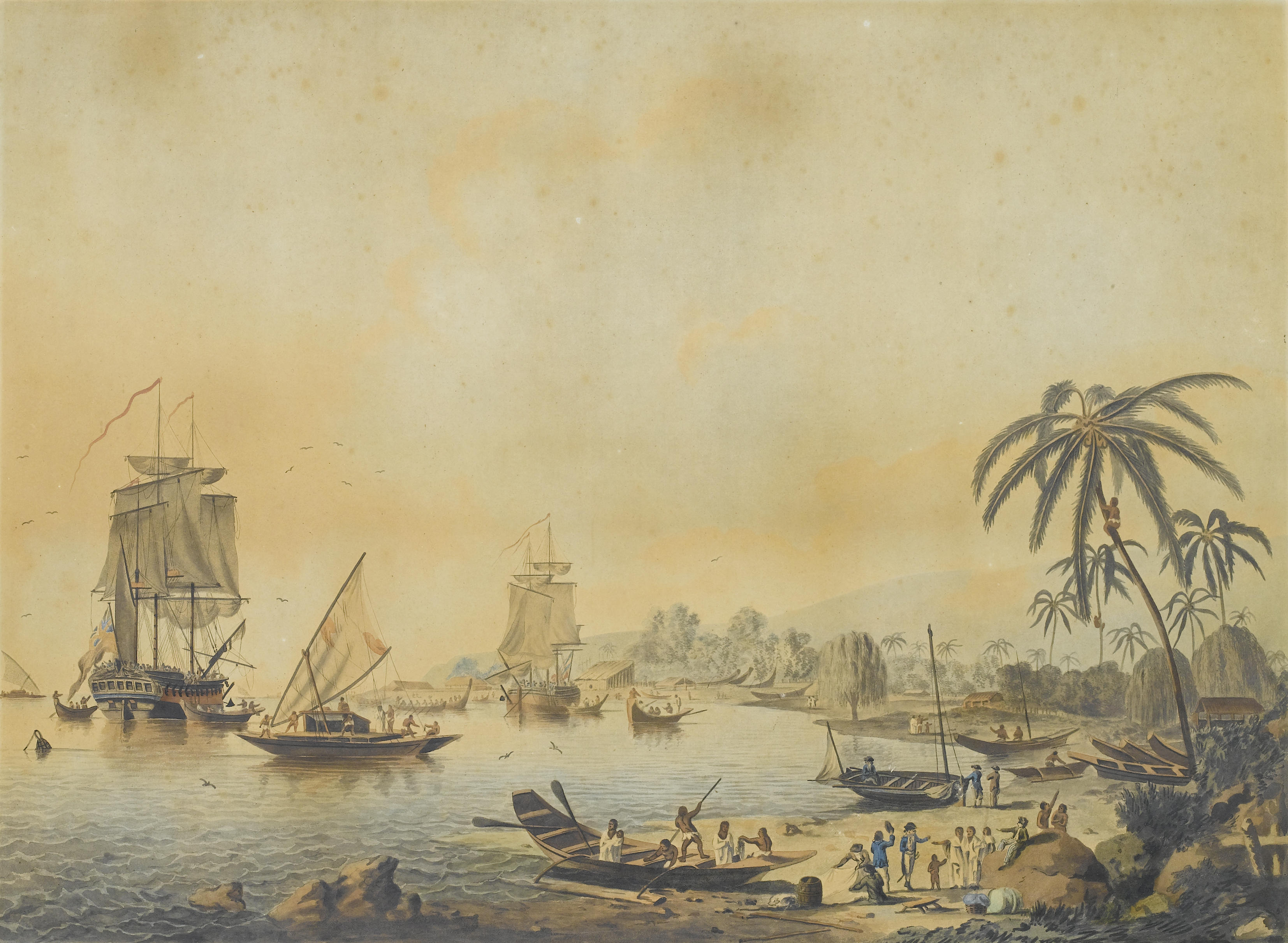
Els vaixells HMS Resolution i Discovery a Tahiti.

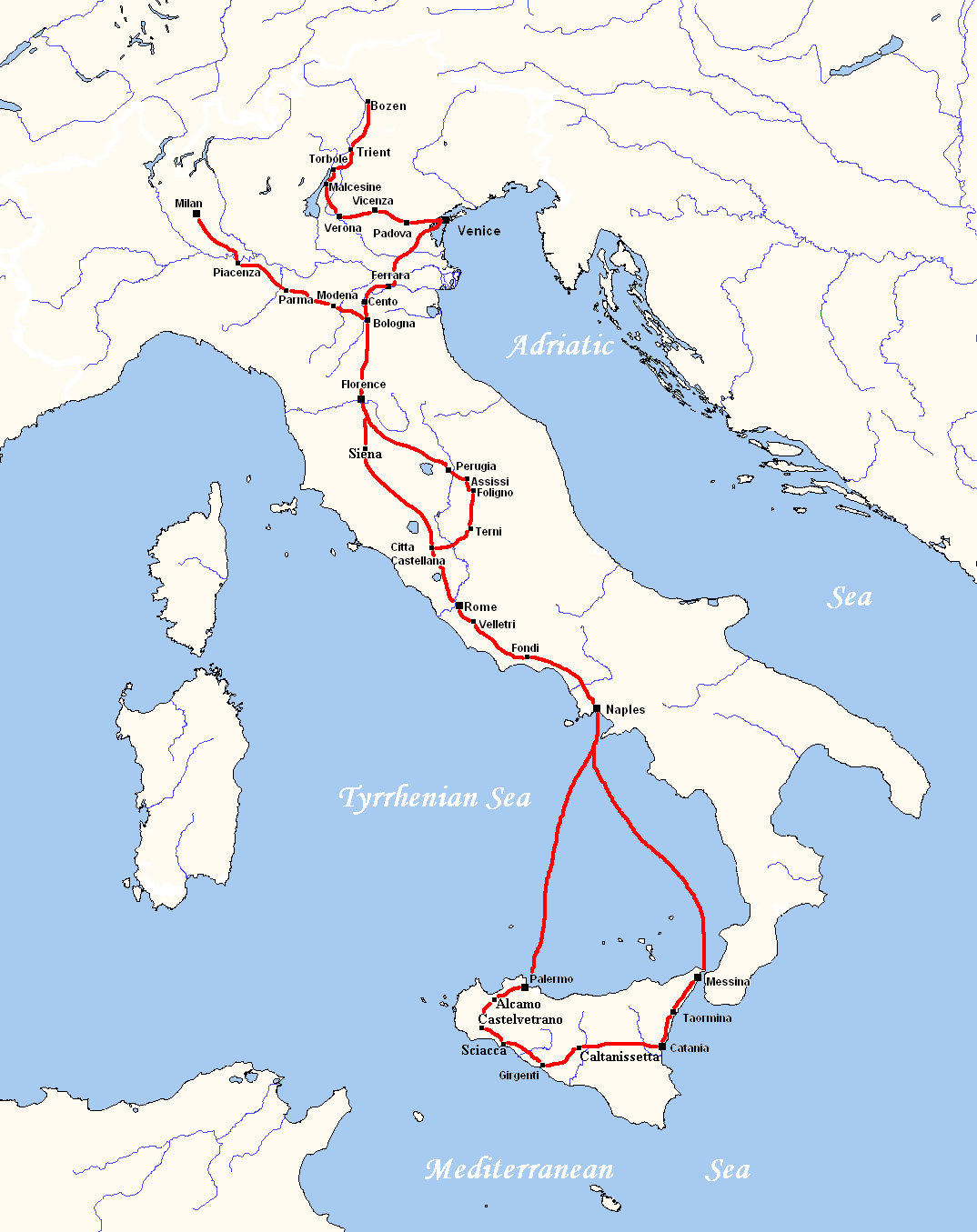
Viatge de Goethe per Itàlia.

- 1713. Les six voyages de Jean-Baptiste Tavernier.[62][63]
- 1718. Joseph Pitton de Tournefort. Relation d'un voyage du Levant.[64]
- 1735. Voyages faits principalement en Asie dans les XII, XIII, XIV, et XV siecles. Pierre Bergeron.[65]
- 1740. George Anson. A Voyage Round the World, in the Years 1740-44.[66]
- 1745. Charles-Marie de La Condamine
  - 1745 : Relation abrégée d'un voyage fait dans l'intérieur de l'Amérique méridionale depuis la côte de la mer du Sud jusqu'aux côtes du Brésil et de la Guyane, en descendant la rivière des Amazones, lue à l'assemblée publique de l'Académie des sciences de Paris, le 28 avril 1745.[67]
  - Journal du voyage fait par ordre du Roi à l'Equateur: servant d'introduction historique à la mesure des 3 premiers degrés du méridién.[68]
- 1748. Jorge Juan i Antonio de Ulloa. Relación histórica del viage a la America Meridional.[69]
- 1764. Guillaume d' Orléans. The Travels: Of Father William Orleans, a Jesuit, who Being Banished from ...[70]
- 1765. Ambrosio de Morales . Viage de Ambrosio de Morales por orden del Rey D. Phelipe II a los reynos de León y Galicia y principado de Asturias.[71]
- 1766. Louis Antoine de Bougainville. Voyage autour du monde: par la frégate du roi La Boudeuse, et la flûte L'Étoile.[72]
- 1768. Johan Splinter Stavorinus. Voyages to the East-Indies (traduït a l'anglès per Samuel Hull Wilcocke).[73]
- 1770. Miquel Constançó.[74]
- 1772. Carsten Niebuhr . Beschreibung von Arabien.[75]
- 1774. Thomas Forrest. A Voyage to New Guinea, and the Moluccas ... During the Years 1774, 1775, and 1776.[76]
- 1775. Juan Bautista de Anza.[77]
- 1779. Any de la mort de James Cook. The Voyages of Captain James Cook.[78]
- 1779. Antonio Ponz. Viage de España: cartas, en que se da noticia de las cosas mas apreciables y dignas de saberse...[79]
- 1780. Voyage Dans Les Mers De L'Inde. Guillaume J. Le Gentil de la Galaisière.[80]
- 1786. James Boswell. Journal of a Tour to the Hebrides.[81]
- 1786-1787. Johann Wolfgang von Goethe. Voyages en Suisse et en Italie.[82]
- 1788. Jean Jacques Barthelemy. Voyage du jeune Anacharsis en Grèce: dans le milieu du quatrieme siècle...[83]
- 1791. Joseph Townsend. A journey through Spain in the years 1786 and 1787.
  - Volum 1.[84]
  - Volum 2.[85]
  - Volum 3.[86]
- 1795. Jean Louis Marie Poiret. Voyage en Barbarie.[87]
- 1797. Essai Pour Diriger Et Étendre Les Recherches Des Voyageurs Qui Se Proposent L'utilité de Leur Patrie. Leopold Graf von Berchtold.[88]
- 1798. Francisco José Maria de Lacerda y Almeida. Viatge a Cazembe.[89]

### Seglexix

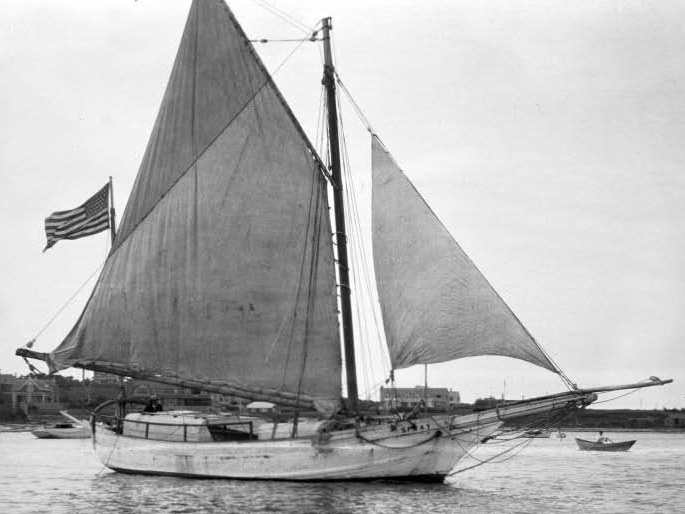
Spray, el veler de Joshua Slocum.

- 1803. Domènec Badia i Leblich. Viatges.[90][91]
- 1803. Jaime Villanueva. Viage Literario á Las Iglesias de España.[92]
- 1812. Nicolás de la Cruz y Bahamonde (conde de Maule.). Viage de España, Francia é Italia.[93]
- 1816. Stendhal.[94]
- 1817. Expedició del vaixell «Uranie» de Louis Claude de Saulses de Freycinet. Jacques Arago hi anava de dibuixant, naturalista i etnògraf.
  - Jacques Arago. Souvenirs d'un aveugle: voyage autour du monde.[95]
- 1817.  Wacław Seweryn Rzewuski. Impressions d'Orient et d'Arabie: un cavalier polonais chez les bédouins, 1817-1819.[96]
- 1820. James Grey Jackson. An Account of Timbuctoo and Housa: Territories in the Interior of Africa[97]
- 1824. William Edward Parry. Journal of a Third Voyage for the Discovery of a Northwest Passage.[98]
  - Preparació del vaixell i roba dels mariners per a les regions polars.
- 1832. Alphonse de Lamartine. Voyage en Orient, 1832-1833.[99]
- 1837. Francisco de Luján. Itinerario de un viage [sic] facultativo verificado en Inglaterra.[100]
- 1839 - Charles Darwin. Journal and Remarks, The Voyage of the Beagle, Journal of researches into the natural history and geology of the countries visited during the voyage of H.M.S. Beagle under the command of Captain Fitz Roy.[101]
- 1840. Théophile Gautier. Voyage en Espagne.[102]
  - Italia (1852)
  - Constantinople (1853).
  - Quand on voyage (1865), recueil d'articles.
  - Loin de Paris: En Afrique ; En Espagne ; En Grèce ; Ce qu’on peut voir en six jours.
  - Impressions de Voyage en Suisse (1865).
  - Voyage en Russie (1867).

- 1840. Richard Henry Dana Jr., Two Years Before the Mast.[103]
- 1843. Narrative of the Travels and Adventures of Monsieur Violet: In California, Sonora, & Western Texas.[104]
- 1845. Richard Ford. Handbook for Travellers in Spain
  - 1846. Gatherings from Spain.

- 1846. Alexandre Dumas.[105]

- 1856. Charles Wilkes. Narrative of the United States Exploring Expedition During the Years 1838, 1839, 1840, 1841, 1842.[106]

- 1860. Seven Years' Residence in the Great Deserts of North America. Emmanuel Domenech.[107]

- 1872. Mark Twain. Roughing It (Passant fatigues).[108]
- 1874. Anna Brassey. A Voyage in the Sunbeam, our Home on the Ocean for Eleven Months.[109]

- 1890. Joshua Slocum.
  - 1890. Voyage of the Liberdade.[110]
  - 1895. Sailing Alone Around the World

- 1896. Foulché-Delbosc. Bibliographie des voyages en Espagne et en Portugal.[111]

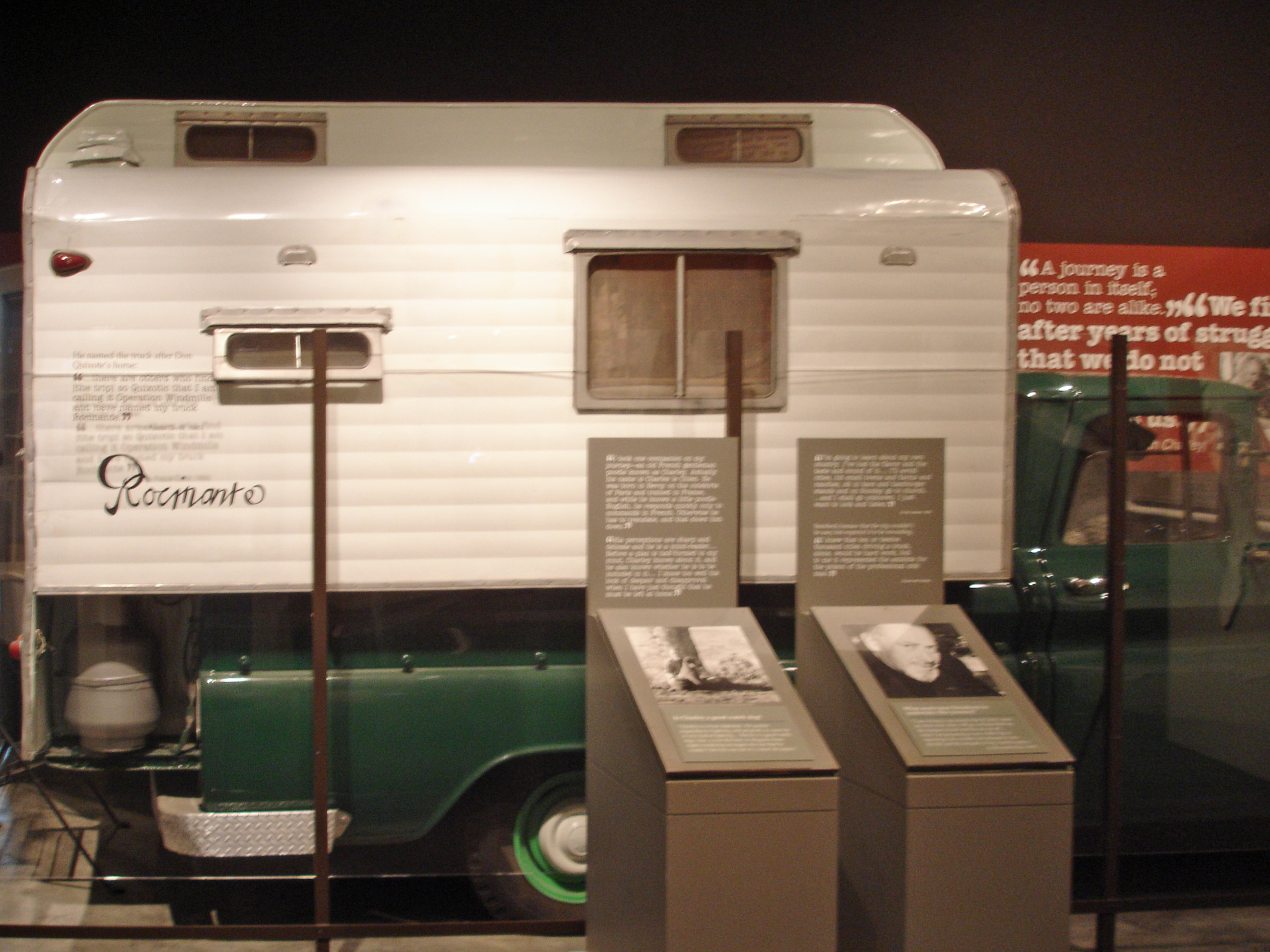
Rocinante, l'autocaravana de John Steinbeck. Va permetre l'obra "Travels with Charley", una narració del viatge.

### Segle XX
- 1923. Julio Camba. Aventuras de una peseta.[112]
- 1924. Georges-Marie Haardt i Louis Audouin-Dubreuil. La croisière noire. (Vegeu Semieruga).[113]
- 1925. Josep Pla.  Viatge a Rússia.[114]
- 1925. Alain Gerbault. Des de la seva vessant de navegant solitari escrigué algunes obres dels seus viatges a bord d'un veler.[115]
- 1933. Aimé Tschiffely, Tschiffely's Ride.[116]
- 1942. Vito Dumas. Navegant solitari argentí.
  - Solo, rumbo a la Cruz del Sur.[117]
  - Los cuarenta bramadores
  - El crucero de lo imprevisto
  - El viaje del Sirio
  - Mis viajes
- 1957. Jack Kerouac. On the Road (A la carretera).
- 1960. John Steinbeck. Travels with Charley: In Search of America.[118]
- 1961. Francis Chichester, navegant solitari en velers.
  - Alone Across the Atlantic (1961)
  - Gipsy Moth Circles the World (1967). England – Sydney – England solo sailing voyage.[119][120]
- 1962. Operació Impala.[121]
- 1967. Michel Peissel. Mustang: A Lost Tibetan Kingdom.[122]
- 1971. Bernard Moitessier. La longue route.[123]
- 1999. Jesús Mestre i Godes. Viatge al país dels Càtars: itinerari històric i turístic pel Llenguadoc càtar.[124]